# Viktoria (Maria Mena)
Viktoria is Maria Mena's zesde studioalbum. Deze cd verscheen op 23 september 2011 in Nederland.
De titel Viktoria is een verwijzing naar haar tweede naam. Mena kreeg die tweede naam toen ze tien jaar oud was. Het was de naam van haar oma die toen overleed. Haar moeder veranderde het van de ene op de andere dag naar Maria Viktoria Mena.

## Tracklist
1. Viktoria
2. Homeless
3. The art of Forgiveness
4. Habits
5. My heart still beats
6. Takes one to know one
7. This too shall Pass
8. Money
9. It took me by surprise
10. Secrets
11. Am I supposed to Apologize

## Hitnotering

### NederlandseAlbum Top 100
| Hitnotering: (Week 1 t/m 11) 01-10-2011 t/m 10-12-2011 Hitnotering: (Week 12) 24-12-2011 Hitnotering: (Week 13) 07-01-2012 | Hitnotering: (Week 1 t/m 11) 01-10-2011 t/m 10-12-2011 Hitnotering: (Week 12) 24-12-2011 Hitnotering: (Week 13) 07-01-2012 | Hitnotering: (Week 1 t/m 11) 01-10-2011 t/m 10-12-2011 Hitnotering: (Week 12) 24-12-2011 Hitnotering: (Week 13) 07-01-2012 | Hitnotering: (Week 1 t/m 11) 01-10-2011 t/m 10-12-2011 Hitnotering: (Week 12) 24-12-2011 Hitnotering: (Week 13) 07-01-2012 | Hitnotering: (Week 1 t/m 11) 01-10-2011 t/m 10-12-2011 Hitnotering: (Week 12) 24-12-2011 Hitnotering: (Week 13) 07-01-2012 | Hitnotering: (Week 1 t/m 11) 01-10-2011 t/m 10-12-2011 Hitnotering: (Week 12) 24-12-2011 Hitnotering: (Week 13) 07-01-2012 | Hitnotering: (Week 1 t/m 11) 01-10-2011 t/m 10-12-2011 Hitnotering: (Week 12) 24-12-2011 Hitnotering: (Week 13) 07-01-2012 | Hitnotering: (Week 1 t/m 11) 01-10-2011 t/m 10-12-2011 Hitnotering: (Week 12) 24-12-2011 Hitnotering: (Week 13) 07-01-2012 | Hitnotering: (Week 1 t/m 11) 01-10-2011 t/m 10-12-2011 Hitnotering: (Week 12) 24-12-2011 Hitnotering: (Week 13) 07-01-2012 | Hitnotering: (Week 1 t/m 11) 01-10-2011 t/m 10-12-2011 Hitnotering: (Week 12) 24-12-2011 Hitnotering: (Week 13) 07-01-2012 | Hitnotering: (Week 1 t/m 11) 01-10-2011 t/m 10-12-2011 Hitnotering: (Week 12) 24-12-2011 Hitnotering: (Week 13) 07-01-2012 | Hitnotering: (Week 1 t/m 11) 01-10-2011 t/m 10-12-2011 Hitnotering: (Week 12) 24-12-2011 Hitnotering: (Week 13) 07-01-2012 | Hitnotering: (Week 1 t/m 11) 01-10-2011 t/m 10-12-2011 Hitnotering: (Week 12) 24-12-2011 Hitnotering: (Week 13) 07-01-2012 | Hitnotering: (Week 1 t/m 11) 01-10-2011 t/m 10-12-2011 Hitnotering: (Week 12) 24-12-2011 Hitnotering: (Week 13) 07-01-2012 | Hitnotering: (Week 1 t/m 11) 01-10-2011 t/m 10-12-2011 Hitnotering: (Week 12) 24-12-2011 Hitnotering: (Week 13) 07-01-2012 | Hitnotering: (Week 1 t/m 11) 01-10-2011 t/m 10-12-2011 Hitnotering: (Week 12) 24-12-2011 Hitnotering: (Week 13) 07-01-2012 | Hitnotering: (Week 1 t/m 11) 01-10-2011 t/m 10-12-2011 Hitnotering: (Week 12) 24-12-2011 Hitnotering: (Week 13) 07-01-2012 |
| Week: | 1 | 2 | 3 | 4 | 5 | 6 | 7 | 8 | 9 | 10 | 11 | | 12 | | 13 | |
| --- | --- | --- | --- | --- | --- | --- | --- | --- | --- | --- | --- | --- | --- | --- | --- | --- |
| Positie: | 17 | 23 | 32 | 45 | 30 | 45 | 31 | 56 | 55 | 48 | 79 | uit | 99 | uit | 98 | uit |